# Стычки на болгаро-греческой границе
Стычки на болгаро-греческой границе — серия локальных вооружённых столкновений, которые происходили с 1948 по 1952 годы в юго-восточной части Болгарии. В ходе стычек многочисленные отряды из подразделений греческой армии и военизированных частей пытались незаконно проникнуть на территорию Болгарии. Греция пыталась забрать у Болгарии часть территорий, на которые претендовала с Первой мировой войны. В итоге конфликт удалось остановить, а Греции было отказано в удовлетворении её претензий.
Инциденты были также связаны с тем, что с марта 1946 по октябрь 1949 года её сотрясала гражданская война, основные события которой происходили на севере страны, в частности у границы с Болгарией. Предполагается, что среди греческих диверсантов были и члены горянского движения.

## Предыстория
После подписания Парижского мирного договора в 1947 году были восстановлены довоенные государственные границы стран Балканского региона. Болгария, которая получила своё место в ООН, стала исключением, получив Южную Добруджу. Болгарии было предоставлено два места в порту города Салоники, что противоречило ожиданиям болгар сохранить за собой места для швартовки в Александруполисе и Лагосе.

## Начало конфликта
Первые нападения и проникновения греков на болгарскую территорию начались ещё в 1946 году: болгарские пограничники вынуждены были отстреливаться и уничтожать нарушителей. В основном все нарушения границы происходили на реке Марица, в той её точке, где граничили одновременно Греция, Турция и Болгария (близ деревень Капитан-Андреево и Генералово. Греция стремилась захватить 39 островов на реке, особенно так называемый Восточный остров площадью 180 гектаров (к юго-западу от Капитан-Андреево) и Горный остров площадью 80 гектаров (около деревни Генералово).
4 апреля 1948 греческие войска вторглись на территорию Болгарии и захватили Горный остров, вступив в бой с пограничниками: младший сержант Иван Миладинов Иванов (командир погранзаставы) и рядовые Кирил Богданов Христов и Иван Петров Панев погибли в бою, а их трупы сбросили в реку Марицу. Однако контратака болгар позволила выбить греков с острова и вернуть его под болгарский контроль. 11 апреля 1948 греки снова пошли в атаку: в бою был ранен рядовой Михаил Георгиев Михайлов, умерший через три дня от полученных ранений.

## Решающие бои
В 1952 году Греция вступила в НАТО, и тем самым греческие попытки усилились: нападения на болгарскую границу стали происходить всё чаще и чаще. Острова обстреливались в течение всего года. 26 июля 1952 Восточный остров подвергся нападению от 15 до 20 греческих жандармов. Противостоял им только отряд из трёх пограничников во главе с рядовым Цветаном Атанасовым Петковым (подчинялись ему рядовые Давидов и Петков). Один из пограничников был ранен, а греки потерпели неудачу и отступили.
На следующую ночь с 26 на 27 июля несколько десятков греческих жандармов атаковали сразу оба острова. Командовал греками опытный офицер армии, солдаты были вооружены ручными пулемётами. Охрану островов вели два отряда по 5 человек: младший сержант Боню Иванов Бонев и рядовой Костадин Г. Костов охраняли Восточный остров, а младший сержант Иван Цветков Иванов командовал гарнизоном Горного острова. Восточный остров первым подвергся массированной атаке: группа из 30-35 греков пошла на штурм. Меткая стрельба пограничников привела к тому, что в первые минуты боя несколько греческих жандармов были смертельно ранены. Когда Бонев заметил, что греческий офицер двинул в бой пулемётчиков, он открыл огонь по офицеру. Тот был убит на месте, а рядовой Иван Цанков уничтожил руководителя пулемётного расчёта. Греки в панике отступили и после перегруппировки пошли на Горный остров, но и там их численное превосходство оказалось бесполезным после ответного огня болгарского погранотряда. Греки бросили силы на штурм соседних островов, но вмешательство резервной заставы лейтенанта Йордана Рачева заставило их тут же отступить. На поле боя греки оставили несколько убитых, а болгарам досталось значительное количество оружия и боеприпасов. Несмотря на то, что до 16 августа 1952 года обстрел островов не прекращался, греки больше не рисковали идти на открытое столкновение.
Боню Иванов Бонев за проявленные исключительные хладнокровие и героизм был произведён в звание младшего лейтенанта, награждён Крестом за храбрость и получил звание «Герой Пограничных войск» за охрану государственных границ Народной Республики Болгария.

## Результаты
Болгария одержала военную и политическую победу, не дав грекам забрать острова каким-либо образом (ни силой, ни путём дипломатии). Командовали операциями с болгарской стороны майор Тотляков и капитан Волков. В результате конфликта погибли около 50 солдат и офицеров болгарской армии, потери греков доподлинно неизвестны.
В декабре 1954 года под эгидой ООН была собрана смешанная комиссия картографов, при помощи которых был подписан двусторонний протокол об утверждении государственной границы Народной Республики Болгария и Королевства Греция по реке Марица. Греции было отказано в удовлетворении претензий на острова на этой реке.

## Память
- Событиям конфликта посвящён болгарский фильм «Наша земля», снятый в 1952 году Стефаном Сырчаджиевым.
- В городах и сёлах Болгарии воздвигнуты памятники погибшим солдатам. Самый известный — памятник в деревне Генералово, посвящённый всем павшим болгарским пограничникам.